# بلک‌پینک (ئی‌پی)
بلک‌پینک (انگلیسی: Blackpink) نخستین آلبوم چندآهنگهٔ ژاپنی‌زبان گروه دخترانهٔ کره‌ای بلک‌پینک است. این ئی‌پی در ۳۰ اوت ۲۰۱۷ در ژاپن توسط وای‌جی‌ئی‌اکس، پس از پری-ریلیز دیجیتال در ۲۹ اوت، منتشر شد. شش ترانهٔ این ئی‌پی شامل نسخهٔ ژاپنی تک‌آهنگ‌های آنها است که قبلاً به کره‌ای منتشر شدند. این ئی‌پی در صدر جدول آلبوم‌های اوریکون قرار گرفت و این گروه به سومین هنرمند خارجی از سال ۲۰۱۱ تبدیل شد که با نخستین انتشار خود در صدر این جدول قرار می‌گیرد.
یک ری‌پکیج از این ئی‌پی با نام Re: Blackpink در ۲۸ مارس ۲۰۱۸ منتشر شد.

## جدول‌ها
| جدول (۲۰۱۷)                            | بالاترین موقعیت |
| -------------------------------------- | --------------- |
| آلبوم‌های ژاپنی (اوریکون)               | ۱               |
| آلبوم‌های دیجیتال ژاپنی (اوریکون)       | ۵               |
| دانلود آلبوم‌های ژاپنی (بیلبورد ژاپن)   | ۹۱              |
| آلبوم‌های هات ژاپنی (بیلبورد ژاپن)      | ۱               |
| فروش‌های آلبوم تاپ ژاپنی (بیلبورد ژاپن) | ۱               |

| جدول (۲۰۱۷)              | بالاترین موقعیت |
| ------------------------ | --------------- |
| آلبوم‌های ژاپنی (اوریکون) | ۴               |

| جدول (۲۰۱۷)                            | موقعیت |
| -------------------------------------- | ------ |
| آلبوم‌های ژاپنی (اوریکون)               | ۶۷     |
| آلبوم‌های هات ژاپنی (بیلبورد ژاپن)      | ۹۳     |
| فروش‌های آلبوم تاپ ژاپنی (ّبیلبورد ژاپن) | ۶۰     |

## تاریخچهٔ انتشار
| آلبوم         | منطقه | تاریخ        | ناشر       | قالب(ها)                           | کاتالوگ      | منابع  |
| ------------- | ----- | ------------ | ---------- | ---------------------------------- | ------------ | ------ |
| بلک‌پینک       | مختلف | ۲۹ اوت ۲۰۱۷  | وای‌جی‌ئی‌اکس | دانلود دیجیتال استریم              | —            | [ ۱۳ ] |
| بلک‌پینک       | ژاپن  | ۳۰ اوت ۲۰۱۷  | وای‌جی‌ئی‌اکس | سی‌دی+دی‌وی‌دی                        | AVCY-58498/B | [ ۱۴ ] |
| بلک‌پینک       | ژاپن  | ۳۰ اوت ۲۰۱۷  | وای‌جی‌ئی‌اکس | سی‌دی                               | AVCY-58499   | [ ۱۵ ] |
| بلک‌پینک       | ژاپن  | ۳۰ اوت ۲۰۱۷  | وای‌جی‌ئی‌اکس | پلی‌باتن                            | AVZY-58501   | [ ۱۶ ] |
| بلک‌پینک       | ژاپن  | ۳۰ اوت ۲۰۱۷  | وای‌جی‌ئی‌اکس | سی‌دی (وای‌جی‌ئی‌اکس شاپ محدود نوع اِی) | AVC1-58502   | [ ۱۷ ] |
| بلک‌پینک       | ژاپن  | ۳۰ اوت ۲۰۱۷  | وای‌جی‌ئی‌اکس | سی‌دی (وای‌جی‌ئی‌اکس شاپ محدود نوع بی) | AVC1-58502   | [ ۱۸ ] |
| Re: Blackpink | مختلف | ۲۸ مارس ۲۰۱۸ | وای‌جی‌ئی‌اکس | دانلود دیجیتال استریم              | —            | [ ۱۹ ] |
| Re: Blackpink | ژاپن  | ۲۸ مارس ۲۰۱۸ | وای‌جی‌ئی‌اکس | سی‌دی+دی‌وی‌دی                        | AVCY-58580/B | [ ۲۰ ] |
| Re: Blackpink | ژاپن  | ۲۸ مارس ۲۰۱۸ | وای‌جی‌ئی‌اکس | سی‌دی                               | AVCY-58581   | [ ۲۱ ] |
| Re: Blackpink | ژاپن  | ۲۸ مارس ۲۰۱۸ | وای‌جی‌ئی‌اکس | پلی‌باتن                            | AVZY-58582   | [ ۲۲ ] |